# Малютин, Пётр Фёдорович
Пётр Фёдорович Малютин (1773—1820) — генерал-лейтенант русской императорской армии, герой сражения при Фридланде, командир лейб-гвардии Измайловского полка.

## Военная карьера
Родился в 1773 году. Его отцом, по предположению исследователей, считается Фёдор Андреевич Рылеев, отец известного поэта-декабриста. Рылеев, Кондратий Фёдорович приходился генералу Малютину сводным братом. Все бумаги того времени (переписка и пр.) указывают на родственные отношения между декабристом и Петром Фёдоровичем. Также исследователи предполагают, что Анна Фёдоровна Крылова (?—1858.) — сводная сестра Рылеева, могла быть родной сестрой Петра Малютина.
С 28 октября 1785 года был определён на службу капралом; 1 января 1788 года произведён в подпрапорщики, 15 мая 1788 года — в подпоручики. Участвовал в русско-шведской войне.
14 сентября 1792 года был произведён в поручики, 2 марта 1793 года - в капитаны. Служил в войсках великого князя Павла Петровича, плац-майор в Павловске; 12 февраля 1796 года назначен командиром батальона, а 19 октября того же года произведён в подполковники; 8 ноября 1796 года переведён в лейб-гвардии Измайловский полк. Также, в том же 1796 году императором Павлом I ему была подарена мыза Грязно под Сиверской, а 28 декабря 1796 года он был произведён в полковники.
В генерал-майоры он был произведён 3 февраля 1798 года; 3 июня 1799 года был назначен командиром лейб-гвардии Измайловского полка; 22 января 1799 года произведён в генерал-лейтенанты.
Оставаясь в должности полкового командира Малютин в 1805 году был назначен командиром пехоты в сводном гвардейском корпусе, выступившим в Австрию для участия в военных действиях против французов. За отличие в сражении при Аустерлице получил высочайшее благоволение.
В кампании 1806—1807 годов в Восточной Пруссии Малютин командовал 2-м сводным гвардейским отрядом и 20 мая 1808 года был награждён орденом Св. Георгия 3-й степени (№ 179 по кавалерским спискам)
В воздаяние отличнаго мужества и храбрости, оказанных в сражении против французских войск 29-го мая при Гейльсберге и 2-го июня при Фридланде, где поступал с отменною неустрашимостию и подавал собою пример подчиненным.
После Фридландского сражения Малютин вместе с полком возвратился в Санкт-Петербург и 28 января 1808 года вышел в отставку по болезни с мундиром.
Скончался в 1820 году. Его могила была вскрыта и разграблена.
Известный мемуарист Ф. Ф. Вигель оставил о Малютине следующую характеристику:
...этот Малютин был добрый малый, гуляка, великий друг роскоши и всяких увеселений, который имел особенное искусство придавать щеголеватость даже безобразному тогдашнему военному костюму. Но это в нём было не главное: в фронтовом деле был он величайший мастер; за то всё ему прощалось, даже страсть его к щегольству, порок непростительный в глазах Павла Первого, так как цинизм казался ему добродетелью. В числе полков, коим в Киеве Малютин делал смотр, был также Киевский гренадерский. Его шефом тогда был знаменитый граф Ферзен, победитель Косцюшки, немец, каких давай Бог более русским. Он не скрывал, сколь тяжко ему поникнуть лавровой главой почти перед мальчиком; очень умно и вежливо сказал он это ему самому; но Малютин не был, видно, потомок Малюты Скуратова, а если и был, то не походил на своего предка, ибо с благоволением и стыдом принял рапорт от Ферзена.

## Награды
- Орден Святой Анны 1-й степени (17 августа 1799)[2]; алмазные украшения к ордену (15 сентября 1891)[1]
- Орден Святого Иоанна Иерусалимского командорский крест (14 мая 1800)[2]
- Орден Святого Георгия 3-й степени (20 мая 1808)[2]

## Семья
Был женат (предположительно сначала мог состоять с будущей женой в гражданском браке) на Екатерине Ивановне Израель (1783—09.04.1869), происходившей из купечества и поэтому никогда не указывающей свою девичью фамилию. В браке имел детей:
- Михаил (1803—?) — участник Восстания на Сенатской Площади, 14 декабря 1825 года. Привлекался к следствию.
- Екатерина (1808—?) — девица (замужем не была), ей композитором Н.С. Титовым (мужем сестры) была посвящена вариация на романс "Что в имени тебе моем?" на стихи А.С. Пушкина. Участвовала в судьбе старшего брата Михаила.
- Любовь (1809—?) — жена композитора Н.С. Титова.
- Надежда — в замужестве Волжина
- Вера (?—после 1824) - умерла в детстве, простудившись после наводнения в Санкт-Петербурге 1824 года.
- Пётр
- Николай (1821—?)